# An Unsigned Agreement
An Unsigned Agreement est un film muet américain réalisé par Francis Ford et sorti en 1914.

## Fiche technique
- Réalisation : Francis Ford
- Scénario : Grace Cunard, J.G. Hawks
- Durée : 20 minutes
- Date de sortie : États-Unis : 20 janvier 1914

## Distribution
- Francis Ford : Harry
- Grace Cunard : Nell
- May Granville
- Harry Schumm